# Billboard Japan Hot 100
Billboard Japan Hot 100 — хит-парад синглов Японии. Публикуется с февраля 2008 года. Составители — Billboard и Hanshin Contents Link (см. статью «Billboard Japan»).
Структура Japan Hot 100 Singles повторяет Billboard Hot 100. Позиции синглов в чарте основаны на анализе данных о продажах компании Soundscan Japan и данных о ротации на радио. Хотя Япония является лидером по количеству музыкальных продаж через интернет, данные о них не включаются в итоговое распределение позиций.
Первым синглом, возглавившим хит-парад, стала песня «Step and Go» Arashi 3 марта 2008 года. Первым неяпонским синглом, возглавившим чарт, стала композиция «Bleeding Love» Леоны Льюис (5 мая 2008 года).